# Núria Tubau i Jordi
Núria Tubau i Jordi   (Hostafrancs, 23 de juny de 1931) és una autora de teatre infantil catalana. Va donar-se a conèixer amb l'obra Brindis a la joventut, estrenada al Teatre La Faràndula de Sabadell el 1969. També ha escrit Princeses, deesses... foteses!, pel qual va guanyar el premi Ciutat de Barcelona de teatre infantil el 1972, i l'adaptació teatral del conte El país de les cent paraules, escrit per Marta Mata. També va fer classes de català juntament amb una professora a immigrants del Prat de Llobregat, sobretot del barri de Sant Cosme, així com a Barcelona seguint el Pla de Normalització Lingüística de la Generalitat de Catalunya.